# Йохан Казимир (Салм-Кирбург)
Вижте пояснителната страница за други личности с името Йохан Казимир.
Йохан Казимир фон Залм-Кирбург (на немски: Johann Kasimir zu Salm-Kyrburg; * 6 юли 1577, замък Кирбург; † 4 февруари 1651, замък Кирбург над град Кирн) е вилд-и Рейнграф в Кирбург (1607 – 1651) и шведски генерал.

## Живот
Той е вторият син на вилд-и Рейнграф Ото I фон Салм-Кирбург-Мьорхинген (1538 – 1607) и съпругата му графиня Отилия фон Насау-Вайлбург (1546 – ок. 1610), дъщеря на граф Филип III фон Насау-Вайлбург (1504 – 1559) и третата му съпруга Амалия фон Изенбург-Бюдинген (1522 – 1579). Внук е на Йохан VIII (1522 – убит 1548), вилд-и Рейнграф на Кирбург-Мьорхинген, и съпругата му графиня Анна фон Хоенлое-Валденбург (1524 – 1594). Брат е на Йохан IX (1575 – 1623), вилд-и Рейнграф в Залм-Кирбург-Мьорхинген, Ото II (1578 – 1637), граф в Кирбург-Дронекен, и Георг Фридрих († 1602 в Унгария).
Йохан Казимир е генерал на шведска служба. Фамилията често бяга по време на Тридесетгодишната война. От 1635 г. фамилията е в Страсбург.
Умира на 4 февруари 1651 г. на 73 години в замък Кирбург над град Кирн в Рейнланд-Пфалц.

## Фамилия
Първи брак: на 17 май 1607 г. в Лаубах с графиня Доротея фон Золмс-Лаубах (* 31 януари 1579, Лаубах; † 19 юли 1631, Финстинген), вдовица на граф Мартин фон Регенщайн-Бланкенбург (1570 – 1597), дъщеря на граф Йохан Георг I фон Золмс-Лаубах (1547 – 1600) и Маргарета фон Шьонбург-Глаухау (1554 – 1606). Те имат децата:
- Йохан Лудвиг (1609 – 1641, убит в Кведлинбург)
- Анна Юлиана (1609 – 1609)
- Георг Фридрих фон Залм-Кирбург (1611 – 1681), женен I. на 19 февруари 1638 г. за графиня Анна Елизабет фон Щолберг (1611 – 1671), II. сл. 19 юли 1672 г. за Анна Елизабет фон Даун-Фалкенщайн (1636 – 1685), вдовица на граф Георг Вилхелм фон Лайнинген-Дагсбург (1636 – 1672)
- София Юлиана (1612 – млада)
- Анна Катарина Доротея (1614 – 1655), омъжена на 26 февруари 1637 г. в Страсбург за херцог Еберхард III фон Вюртемберг (1614 – 1674)
- Анна Клаудина (1615 – 1673), омъжена на 10 декември 1637 г. за граф Йохан Якоб фон Раполтщайн (1598 – 1673), син на граф Еберхард фон Раполтщайн (1570 – 1637) и Анна фон Кирбург (1572 – 1608)
- Агата (* ок. 1617), омъжена на 22 март 1637 г. за граф Албрехт Лудвиг фон Крихинген († 1651), син на граф Петер Ернст II фон Крихинген-Пютлинген († 1633) и Анна Сибила фон Насау-Вайлбург (1575 – 1643)
- Анна Барбара

Втори брак: през 1633 г. с графиня Анна Юлиана фон Лайнинген-Дагсбург-Харденбург (1599 – 1685), дъщеря на граф Емих XII фон Лайнинген-Дагсбург-Харденбург (1562 – 1607) и Мария Елизабет фон Пфалц-Цвайбрюкен-Нойбург (1561 – 1629). Бракът е бездетен.